# Congressional Space Medal of Honor
La Congressional Space Medal of Honor è un'onorificenza riconosciuta dal Congresso degli Stati Uniti nel 1969 per decorare gli astronauti che si sono distinti per meriti eccezionali. La medaglia è assegnata dal Presidente degli Stati Uniti su proposta del direttore nella NASA.

## Insigniti
Al 2023, 30 astronauti sono stati insigniti della medaglia. 17 sono stati decorati postumi, di cui 7 deceduti nel disastro dello Space Shuttle Challenger e altrettanti nel disastro dello Space Shuttle Columbia, a cui vanno aggiunti 3 deceduti nel rogo di Apollo 1. Il simbolo * indica le decorazioni postume.
| Foto              | Nome                  | Data              | Decorati da       | Note                                                                                    |
| ----------------- | --------------------- | ----------------- | ----------------- | --------------------------------------------------------------------------------------- |
| Neil Armstrong    | Neil Armstrong        | 1º ottobre, 1978  | Jimmy Carter      | Apollo 11 (Comandante del primo allunaggio)                                             |
| Frank Borman      | Frank Borman          | 1º ottobre, 1978  | Jimmy Carter      | Apollo 8 (Comandante della prima orbita lunare)                                         |
| Pete Conrad       | Charles "Pete" Conrad | 1º ottobre, 1978  | Jimmy Carter      | Skylab 2 (comandante del primo Skylab)                                                  |
| John Glenn        | John Glenn            | 1º ottobre, 1978  | Jimmy Carter      | Mercury-Atlas 6 (primo americano in orbita)                                             |
| Gus Grissom       | Virgil "Gus" Grissom* | 1º ottobre, 1978  | Jimmy Carter      | Apollo 1 e Gemini 3 (Comandante del primo Gemini)                                       |
| Alan Shepard      | Alan Shepard          | 1º ottobre, 1978  | Jimmy Carter      | Mercury-Redstone 3 (Primo americano nello spazio)                                       |
| John Young        | John W. Young         | 19 maggio, 1981   | Ronald Reagan     | STS-1 (Comandante del primo Shuttle)                                                    |
| Thomas Stafford   | Thomas P. Stafford    | 19 gennaio, 1993  | George H. W. Bush | Apollo-Soyuz Test Project (Comandante)                                                  |
| James Lovell      | James Lovell          | 26 luglio, 1995   | Bill Clinton      | Apollo 13 (Comandante della missione)                                                   |
| Shannon Lucid     | Shannon Lucid         | 2 dicembre, 1996  | Bill Clinton      | Volo più lungo per una donna (sorpassata da Sunita Williams)                            |
| Roger Chaffee     | Roger Chaffee*        | 17 dicembre, 1997 | Bill Clinton      | Deceduto su Apollo 1                                                                    |
| Edward White      | Edward White*         | 17 dicembre, 1997 | Bill Clinton      | Apollo 1 e Gemini 4 (prima Attività extraveicolare americana)                           |
| William Shepherd  | William Shepherd      | 15 gennaio, 2003  | George W. Bush    | Expedition 1 (Primo comandante della ISS)                                               |
| Rick Husband      | Rick Husband*         | 3 febbraio, 2004  | George W. Bush    | STS-107 (Deceduto a bordo del Columbia)                                                 |
| William McCool    | William McCool*       | 3 febbraio, 2004  | George W. Bush    | STS-107 (Deceduto a bordo del Columbia)                                                 |
| Michael Anderson  | Michael Anderson*     | 3 febbraio, 2004  | George W. Bush    | STS-107 (Deceduto a bordo del Columbia)                                                 |
| Kalpana Chawla    | Kalpana Chawla*       | 3 febbraio, 2004  | George W. Bush    | STS-107 (Deceduta a bordo del Columbia)                                                 |
| David Brown       | David McDowell Brown* | 3 febbraio, 2004  | George W. Bush    | STS-107 (Deceduto a bordo del Columbia)                                                 |
| Laurel Clark      | Laurel B. Clark*      | 3 febbraio, 2004  | George W. Bush    | STS-107 (Deceduta a bordo del Columbia)                                                 |
| Ilan Ramon        | Ilan Ramon*           | 3 febbraio, 2004  | George W. Bush    | STS-107 (Deceduto a bordo del Columbia, unico non americano decorato)                   |
| Dick Schobee      | Dick Scobee*          | 3 febbraio, 2004  | George W. Bush    | STS-51-L (Deceduto a bordo del Challenger)                                              |
| Michael Smith     | Michael Smith*        | 23 luglio, 2004   | George W. Bush    | STS-51-L (Deceduto a bordo del Challenger)                                              |
| Judith Resnik     | Judith Resnik*        | 23 luglio, 2004   | George W. Bush    | STS-51-L (Deceduta a bordo del Challenger)                                              |
| Ronald McNair     | Ronald McNair*        | 23 luglio, 2004   | George W. Bush    | STS-51-L (Deceduto a bordo del Challenger)                                              |
| Ellison Onizuka   | Ellison Onizuka*      | 23 luglio, 2004   | George W. Bush    | STS-51-L (Deceduto a bordo del Challenger)                                              |
| Greg Jarvis       | Gregory Jarvis*       | 23 luglio, 2004   | George W. Bush    | STS-51-L (Deceduto a bordo del Challenger)                                              |
| Christa McAuliffe | Christa McAuliffe*    | 23 luglio, 2004   | George W. Bush    | STS-51-L (Deceduta a bordo del Challenger, prima insegnante nello spazio)               |
| Robert Crippen    | Robert Crippen        | 26 aprile, 2006   | George W. Bush    | STS-1 (Pilota del primo volo dello Shuttle)                                             |
| Douglas Hurley    | Douglas Hurley        | 31 gennaio 2023   | Joe Biden         | Crew Dragon Demo 2 (primo equipaggio a raggiungere l'orbita con un veicolo commerciale) |
| Robert Behnken    | Robert Behnken        | 31 gennaio 2023   | Joe Biden         | Crew Dragon Demo 2 (primo equipaggio a raggiungere l'orbita con un veicolo commerciale) |